# Richard Zimler
Richard Zimler (Roslyn Heights, 1956) es un autor estadounidense de libros de éxito de ficción.

## Biografía
Zimler es licenciado en Religión Comparada por la Universidad de Duke y es máster en Periodismo por la Universidad de Stanford.
Vive desde 1978 con el científico portugués Alexandre Quintanilha, a quien conoció en San Francisco. Desde 1990 residen en Oporto (Portugal), donde, durante 16 años, Zimler fue profesor de Periodismo en la Universidad de esa ciudad. Zimler obtuvo la ciudadanía portuguesa en 2002, y se casó con Quintanilha en 2010, una vez legalizado el matrimonio entre personas del mismo sexo en Portugal.

## Obra literaria y premios
Sus libros, por los que ha recibido los premios National Endowment of the Arts Fellowship in Fiction, en 1994, y Herodotus Award, en 1998, se han publicado en varios países y han sido traducidos a más de 20 idiomas.
Richard Zimler recibió el premio literario Alberto Benveniste 2009 en Francia por su novela Guardian of the Dawn (El guardián de la aurora). Este premio se otorga a aquellas novelas que tratan acerca de la cultura o la historia judía sefardí. La entrega se hizo en una ceremonia en la Sorbona, en enero de 2009.
Cinco de sus novelas — Hunting Midnight (Medianoche), The Search for Sana, The Seventh Gate, Los Anagramas de Varsovia y The Night Watchman — han sido nominadas para el International IMPAC Dublín Literary Award, el premio más cuantioso del mundo de habla inglesa.
Zimler es también editor de una antología de cuentos, cuyos honorarios ha donado a la ONG en defensa de los niños Save the Children. Esta antología se titula The Children's Hours. Los autores incluidos en la selección son: Margaret Atwood, Nadine Gordimer, André Brink, Markus Zusak, David Almond, Katherine Vaz, Alberto Manguel, Eva Hoffman, Junot Díaz, Uri Orlev y Ali Smith.
En 2009, Zimler escribió el guion y actuó en The Slow Mirror, cortometraje basado en uno de sus relatos. Dirigido por la cineasta sueco-portuguesa Solveig Norlund, el reparto incluye las actrices portuguesas Gracinda Nave y Marta Peneda. En mayo de 2010, el film ganó el premio Best Drama en el New York Downtown Short Film Festival.
Su novela, The Warsaw Anagrams (Los anagramas de Varsovia), fue seleccionada Libro del Año en 2009 por Ler, la revista literaria más importante de Portugal, y por los profesores y alumnos de instituto del país (premio Mariquis de Ouro 2010). Fue también elegida uno de los 20 Mejores Libros de la Década 2000–2009 por Público, principal diario del país. En agosto de 2011, el diario San Francisco Chronicle reseñó este libro y lo describió así: “Fascinante, desgarradora, inspiradora e inteligente a partes iguales, esta novela de misterio, ambientada en el gueto judío de más triste fama de la Segunda Guerra Mundial, merece un lugar entre las obras más importantes de la literatura sobre el Holocausto”.
En agosto de 2011, Zimler publicó su primer libro de poesía: Love's Voice: 72 Kabbalistic Haiku. Los versos de la obra expresan ideas místicas judías e imágenes en la forma del haiku japonés.

## Obras seleccionadas
- O Evangelho Segundo Lázaro (2016)
- The Night Watchman (2014)
- Ilha Teresa (2011)
- The Warsaw Anagrams (febrero, 2011) / Los anagramas de Varsovia (Urano, 2012)
- The Seventh Gate (febrero, 2007)
- The Search for Sana (junio, 2005)
- Guardian of the Dawn (febrero, 2005) / El guardián de la aurora, (Destino, 2009)
- Hunting Midnight (julio, 2003) / Medianoche, (Edhasa, 2007)
- The Angelic Darkness (septiembre, 1998)
- The Last Kabbalist of Lisbon (abril, 1996) / El último cabalista de Lisboa (Edhasa, 1999)
- Unholy Ghosts (1996)